# 辻井伸行
辻井 伸行（つじい のぶゆき、1988年〈昭和63年〉9月13日 - ）は、日本のピアニスト、作曲家。2009年、ヴァン・クライバーン国際ピアノコンクールで、チャン・ハオチェンと共に優勝した。日本人として同コンクール初優勝者である。
これまでに、増山真佐子、川上昌裕、川上ゆかり、横山幸雄、田部京子に師事している。東京音楽大学付属高等学校を卒業後、上野学園大学（演奏家コース/ピアノ専門）卒業。
※姓の「辻」は正式には、点がひとつの「辻」である。

## 略歴
東京都豊島区出身。産婦人科医の父と元アナウンサーの母のもとに生まれる。出生時から眼球が成長しない「小眼球症」と呼ばれる原因不明の障害を負っていた。筑波大学附属盲学校（現在は視覚特別支援学校）小学部を経て、東京音楽大学付属高等学校（ピアノ演奏家コース）、上野学園大学（演奏家コース/ピアノ専門）卒業。
1995年（平成7年）、7歳で全日本盲学生音楽コンクール（現：ヘレン・ケラー記念音楽コンクール）器楽部門ピアノの部第1位受賞。10歳となった1998年（平成10年）、三枝成彰スペシャルコンサートで本名徹次指揮、大阪センチュリー交響楽団と共演し、鮮烈なデビューを飾った。
1999年（平成11年）（11歳）、全国PTNAピアノコンペティションD級で金賞、および審査員特別賞を受賞した。
2000年（平成12年）、12歳の時に第1回ソロ・リサイタルをサントリーホール小ホールにて行い、翌2001年（平成13年）すぐに第2回のソロ・リサイタルを開催した。この他に、神戸音楽祭に出演するなど日本各地でコンサート活動を行っている。
2002年（平成14年）に「佐渡裕ヤングピープルズ・コンサート」に出演した。また同年、東京オペラシティ・コンサートホールで行われた金聖響指揮、東京交響楽団とのコンサートでは、モーツァルトとショパンのピアノ協奏曲2曲を演奏し、大成功を収めた。
2003年（平成15年）には齊藤一郎指揮、読売日本交響楽団と共演し、この公演は日本テレビ『深夜の音楽会』で放送された。また、秋山和慶指揮、東京交響楽団とサマーコンサート2003に出演した。
2004年（平成16年）には東京交響楽団の定期公演に出演し、大きな反響を得る。
2005年（平成17年）
- 2005年ショパンコンクールに17歳で出場するも予選敗退した。
- 6月、レオシュ・スワロフスキー指揮、スロヴァキア・フィルハーモニー管弦楽団と共演し、大成功を収めた。
- 10月、ワルシャワで行なわれた第15回ショパン国際ピアノコンクールにて「ポーランド批評家賞」を受賞。

2009年（平成21年）
- 6月7日、アメリカで開催されたヴァン・クライバーン国際ピアノコンクールで優勝（中国人ピアニスト張昊辰と同時優勝）。日本人として初の優勝である。辻井は同時に、ビヴァリー・テイラー・スミス賞（コンクールのために書かれた新曲の最も優れた演奏に対して授与される）も受賞した[7][8]。
- 7月13日、台東区民栄誉章、および文化庁長官表彰（国際芸術部門）を受賞[9]。
- ファーストアルバム『debut』がオリコン週間ランキングで2位となり、ピアニストのアルバムとして歴代最高位を18年ぶりに更新。また、クラシックのアルバムとして、2002年の小澤征爾のアルバム（2位）と並び最高位タイに（2009年現在）[10]。
- 「Classical Albums of the Year 2009（クラシックアルバムセールス・チャート年間1位）」受賞（ビルボードジャパンミュージックアワード）[11]。
- 辻井伸行が「Classic Artist of the Year 2009（優秀クラシックアーティスト賞）」に選ばれる（ビルボードジャパンミュージックアワード）[11]。
- オリコンにてDVD『川のささやき～辻井伸行 サントリーホールLIVE！』がピアニストのDVDとして初の総売上1万枚を達成し、ピアニスト関連DVDとして歴代売上1位になった（2009年現在）[12]。

2010年（平成22年） 「第11回ホテルオークラ音楽賞」及び「第1回岩谷時子賞」受賞。
2011年（平成23年）
- 11月10日、ニューヨーク カーネギーホールでリサイタルを開催[15]。
- アルバム『神様のカルテ〜辻井伸行自作集』が「Classical Album of the Year 2011（クラシックアルバムセールス・チャート年間1位）」を受賞（ビルボードジャパンミュージックアワード）[16]。
- アルバム『マイ・フェイヴァリット・ショパン』が「日本ゴールドディスク大賞2011（Classical Albums of the Year）」を受賞[17]。

2012年（平成23年） 
- 映画『神様のカルテ』の映画音楽により「第21回日本映画批評家大賞・映画音楽アーティスト賞」[18]受賞。
- 辻井伸行が「Classic Artist of the Year 2012（優秀クラシックアーティスト賞）」に選ばれる（ビルボードジャパンミュージックアワード）[19]。
- アルバム「神様のカルテ〜辻井伸行自作集」が
  - 「Classical Album of the Year 2012（クラシックアルバムセールス・チャート年間1位）」受賞（ビルボードジャパンミュージックアワード）[19]。
  - 「日本ゴールドディスク大賞2012（Classical Albums of the Year）」受賞[20]
- 12月31日、「第63回NHK紅白歌合戦」の特別企画「花は咲く」（東日本大震災復興支援ソング）に出演し、ピアノ伴奏を演奏[21]。

2013年（平成25年）日本ショパン協会賞を受賞。7月、イギリス最大の音楽祭「BBCプロムス」へ初出演、「歴史的成功」と称される。
2014年（平成26年）1月、カーネギーホールでのコンチェルト・デビュー、オルフェウス室内管弦楽団とのアメリカ＆日本ツアー。3月、オペラの殿堂ミラノ・スカラ座に初出演、ゲルギエフ指揮スカラ・フィルと共演。4月、パリのルーヴル美術館主催によるリサイタルが全世界にインターネット中継。11月、ペトレンコ指揮、ロイヤル・リヴァプール・フィルと初共演（2015/1月には日本ツアー）。
2015年（平成27年）5月、佐渡裕指揮、トーンキュンストラー管弦楽団との共演でウィーン・デビュー。11月～12月、ゲルギエフ指揮ミュンヘン・フィルとドイツ及び日本で公演。
2016年（平成28年）3月、M.ザンデルリンク指揮ドレスデン・フィルとドイツ・ツアー。4月、ウィグモア・ホールで待望のロンドン・リサイタル・デビュー。6月、オルフェウス室内管弦楽団と日米公演。10月～11月、アシュケナージ指揮シドニー交響楽団との豪州デビューとヨーロッパ室内管弦楽団との日本ツアー。
2017年（平成29年）2月、レトーニャ指揮ストラスブール・フィルとフランス、ドイツ、スイスをツアー、続けてドイツ主要都市のリサイタルツアー。5月、アシュケナージ指揮でベルリン・ドイツ交響楽団にデビュー、続けてシドニー交響楽団を再訪。8月、ゲルギエフ指揮マリインスキー管弦楽団の招きでウラジオストクにデビュー。10月、V.ユロフスキ指揮ロンドン・フィルと日本ツアーを行い、シャンゼリゼ劇場でリサイタル。
2018年（平成30年）V.ペトレンコ指揮ロイヤル・リヴァプール・フィルとの日英両国での共演、アシュケナージ指揮アイスランド交響楽団との初共演。
2019年（平成31年、令和元年）1～2月、イギリス、ドイツでソロ・リサイタル、マリンスキー管弦楽団と共演。4月、ロシア「ロストロポービッチ音楽祭」に出演。4月、香港、台湾で「辻井伸行×オルフェウス アジアツアー」。5月、ニューヨーク、カーネギーホールにてソロ・リサイタル（マレイ・ペライヤの代役として）。フランス、ドイツにてストラスブールフィルと共演。ロシアにてゲルギエフと共演。6月・8月、「ヴァン・クライバーン国際ピアノ・コンクール 優勝10周年記念 特別コンサート」（日本）。9月、アルメニア、ルーマニアにてリサイタル、ルーマニア国立ユースオーケストラと共演、イギリスにてロイヤル・リヴァプール・フィルと共演、10月、「サントリーホール ARKクラシックス」、「軽井沢室内楽フェスティバル」、「八ヶ岳室内楽フェスティバル」（日本）。10～11月、「”ケント・ナガノ×辻󠄀井伸行” ハンブルク・フィルハーモニー管弦楽団」（日本ツアー）。11～12月、「辻井伸行 音楽と絵画コンサート≪印象派≫」（日本ツアー）。12月、「チャイコフスキー・フェスティバル2019」（マリインスキー歌劇場管弦楽団 オーケストラ演奏会）。
2020年（令和2年）5月、コロナ禍で多くのコンサートが中止になる中、Youtubeチャンネルを開設。6月、初の有料オンライン・コンサートを開始。10月、「サントリーホール ARKクラシックス2020」

## 人物
- 一人っ子である。
- ピアノの他に趣味は水泳、スキー、スケート、登山、ハイキング、カラオケなど[32][33]。
- 好きな女性のタイプはフィギュアスケート選手の浅田真央[34]。
- 母親はフリーアナウンサーの辻井いつ子（東京女学館短期大学卒業[35]）。父親は産婦人科医（辻井産婦人科医院元院長、現在は閉院[36]）の辻井孝（帝京大学医学部卒業[37]）。祖父は辻井産婦人科医院元理事長の辻井信孝（東京大学医学部卒業[38]）。
- いつ子は伸行の軌跡を綴った著書を多数発表している[39]。

## 活動
海外での活動も行っており、カーネギーホール・ワイルリサイタルホールにてアメリカ・デビューを飾った。ロシア（モスクワ音楽院大ホール）、チェコ、台湾などでも演奏している。
- 1999年からの活動をテレビ朝日が取材し続けており、その様子は「ニュースステーション」や「報道ステーション」などを通じて紹介されている。
- 2002年にパリで佐渡裕指揮、ラムルー管弦楽団との共演を果たし、14歳でフランス・デビューを飾った。
- 2009年7月2日「クローズアップ現代」（NHK総合）に出演し[40][41]、ショパンの練習曲作品10の4を演奏した。コンクール審査員リチャード・ダイアーへのインタビューも紹介された。
- 2009年12月26日「情報7days ニュースキャスタースペシャル」（TBSテレビ）にゲスト出演し、番組終盤に同番組のテーマ曲を演奏した。
- 2010年5月7日「中居正広の金曜日のスマたちへ」（TBSテレビ）のスタジオに母親が出演し、活動を紹介した[注 1]。
- 2010年秋からリサイタルツアーが開催される。
- 2011年2月2日「三井住友フィナンシャルグループPresents「風がはこんできたもの〜音楽の原風景〜」第3夜」（TBS）に出演。
- 2011年6月8日「たけしアート☆ビート」（NHK BSプレミアム）に出演し、ビートたけしをイメージした即興曲などを披露した。
- 2011年7月7日スタートの瑛太主演のフジテレビ系木曜劇場「それでも、生きてゆく」の劇中音楽を担当し、ドラマ音楽を初めて手がけた。
- 2011年8月27日公開の櫻井翔主演の映画「神様のカルテ」のメインテーマ、挿入曲を担当し、映画音楽を初めて手がけた。
  - これにより、「第21回日本映画批評家大賞・映画音楽アーティスト賞」受賞[18]。
- 2011年、美術展「世界遺産ヴェネツィア展」の公式テーマ曲「ヴェネツィアの風に吹かれて」を作曲[42]。
- 2012年、美術展「ベルリン国立美術館展」の公式テーマ曲「ベルリンの小径にて」を作曲[43][44]。映画「はやぶさ 遙かなる帰還」の音楽を担当[45]。
- 2012年3月11日（東日本大震災から1年）にフランスのユネスコ本部で行われたチャリティーコンサートに、指揮者の佐渡裕と共に参加[46][47]。
- 2012年12月31日放送のNHK「第63回NHK紅白歌合戦」の特別企画「花は咲く」で、菅野よう子と共に演奏者として出演。
- 2013年7月16日イギリスBBCプロムスで、ラフマニノフ「ピアノ協奏曲第2番」、アンコールにリスト「ラ・カンパネラ」を演奏した。
- 2015年4月4日よりテレビ東京の「美の巨人たち」のメインテーマ、エンディング曲を担当する。
- 2016年のNHK大河ドラマ「真田丸」で、「真田丸紀行」の音楽「ピアノ・ソロ編」と「ヴァイオリン&ピアノ編」の演奏を担当した。
- 2016年、美術展「アカデミア美術館所蔵 ヴェネツィア・ルネサンスの巨匠たち」の公式テーマ曲「ヴェネツィアの輝き」を作曲・演奏[48]。
- 2018年6月8日公開の山﨑賢人主演映画「羊と鋼の森」のエンディングテーマの演奏を担当した。作曲・編曲は久石譲[49]。
- 2019年6月28日 Ｇ20大阪サミットの各国首脳を歓迎する行事において、「花は咲く」（東日本大震災の復興支援ソング）、「ラ・カンパネラ」の演奏を披露（大阪迎賓館）[50]。
- 2019年11月9日 天皇陛下の即位を祝う民間主催の「国民祭典」の祝賀式典で、3部構成の奉祝曲である組曲「Ray of Water」のピアノを演奏（オーケストラ、嵐（アイドルグループ）と共演。東京・皇居前広場）[51]。

## 参加作品
- 浜崎あゆみ/ayu-mi-x 7 -version Acoustic Orchestra-(2011年4月20日発売、エイベックス) AVCD-38297 - Love~Destiny~のピアノアレンジを提供
- それでも、生きてゆく オリジナル・サウンドトラック(2011年8月10日) AVCL-25740、ASIN B0053UKEG2
- はやぶさ 遥かなる帰還 オリジナル・サウンドトラック(2012年2月8日) AVCL-25751、ASIN B006H9YRIY
- Tears 感涙のTV・映画テーマ集(2012年3月28日) AVCL-25752、ASIN B006VQLMKO
- 日本の歌～花は咲く(2012年11月21日)  AVCL-25769、ASIN B0095XQOVW
  - ※「花は咲く」は東日本大震災の復興を応援するために制作されたチャリティーソング。
- NHK大河ドラマ 真田丸 オリジナル・サウンドトラック（2016年2月24日発売、エイベックス）ASIN B0195Y1JCY
- NHK大河ドラマ 真田丸 オリジナル・サウンドトラック III（2016年11月9日発売、エイベックス）ASIN B01KSY8JZU
- NHK大河ドラマ 真田丸 オリジナル・サウンドトラック THE BEST（2016年12月21日発売、エイベックス）ASIN B01M28CR47
- NHK大河ドラマ 真田丸 音楽全集（2016年12月21日発売、エイベックス）ASIN B01M70LLQP
- 羊と鋼の森 オリジナル・サウンドトラック SPECIAL（2018年6月6日発売、エイベックス）ASIN B07C2VZFRV

## メディア出演

### テレビ番組

#### BS朝日特集

##### 奇跡のピアニスト辻井伸行
- 飛翔への旋律（2010年6月5日）[58]
  - 2009年「ヴァン・クライバーン国際ピアノコンクール」で日本人として初めて優勝。その後21歳の現在、世界の舞台で活躍するまでになった辻井の姿を描く。
  - ショパンコンクール以降、プロデビュー、母親からの自立、ヴァン・クライバーンへの挑戦と優勝、ヨーロッパ遠征、そして、今度のアメリカ凱旋コンサートなど、初公開の最新映像を交えながら、伝説のピアニスト・ヴァン・クライバーンが「奇跡のピアニスト」と呼んだ辻井伸行のピアノ・パフォーマンスを、心ゆくまで堪能していただく。

- 辻井伸行リサイタル ～サントリーホール 2010.11.6～（2011年12月31日）[59]
  - 昨年6月、世界最高峰の国際ピアノコンクール「ヴァン・クライバーン国際ピアノコンクール」で日本人として初めて優勝した辻井伸行。BS朝日では、2010年11月6日、サントリーホールで行われた凱旋コンサートの模様を放送。
- 夢のカーネギー・デビューまで（2012年12月31日）[60]
  - ヴァン・クライバーン国際ピアノコンクールゴールド・メダリスト辻井伸行。2011年、夢のニューヨーク　カーネギー・ホールでの演奏までの道のりを追う･･･
- 魂の旋律 指揮者佐渡裕との10年（2013年12月31日）[61]
  - 2012年、指揮者佐渡裕が監修する「富士山河口湖音楽祭」に特別ゲストとして辻井が招待された。

- 音楽の神様に導かれて（2014年12月31日）[62]
  - あくなき挑戦を続ける奇跡のピアニスト・辻井伸行。佐渡裕、アシュケナージとのピアノコンチェルト、そしてベルリンでのピアノソロ。そしてバン・クライバーンが亡くなる３週間前に辻井に残した最後のメッセージとは…。
- ビートルズの街で弾く至高の旋律（2015年1月1日）[63][64]
  - あくなき挑戦を続ける奇跡のピアニスト・辻井伸行。今回は、ビートルズを生んだ音楽の聖地・リバプールの名門オーケストラ「ロイヤル・リヴァプール・フィル」と初共演！　ピアノ協奏曲史上屈指の難曲に挑戦する。さらに、ジョン・レノンの旧家などビートルズゆかりの地へ。
- 震災から5年… 「それでも、生きてゆく」（2016年1月1日）[65][66]
  - アンコールでしばしば演奏する、東日本大震災の被災者への思いを込めた「それでも、生きてゆく」。奇跡のピアニスト、辻井伸行は今も被災者に寄り添っている。人々と音楽の感動を分かち合えるピアニストであり続けたいと願う、辻井のドキュメンタリー。
- 世界遺産で弾く日豪友好の調べ（2017年1月1日）[67][66]
  - 日豪友好条約40周年の記念レセプションに招かれ、日本の国会にあたる連邦議事堂でピアノを演奏するため、2016年10月オーストラリアを訪問。そして世界遺産であるシドニー・オペラハウスで巨匠アシュケナージ指揮、シドニー交響楽団でベートーヴェンのピアノ協奏曲第3番を初公演する。このほか、この他、ボランティアでシドニー日本人学校で日豪友好の演奏会を行う様子。
- デビュー10周年 感動と涙の全記録（2017年12月25日）[68]
  - 辻井が「徹子の部屋」に出演時、めったに涙を見せない黒柳だが、本番中に涙を流した。人々はなぜ、辻井の演奏に心が惹かれ、涙するのか。
  - デビュー10周年の記念コンサートを中心に、指揮者本名徹次との共演やデビューから10年間の軌跡を過去の資料映像で振り返り多彩な著名人のインタビューも交えて構成する。
- 最高峰まで響け！盟友と挑んだ全記録（2019年1月1日）[69]
  - 今秋、辻井自身初となる室内楽を演奏した辻井伸行。新たなジャンルに挑む辻井伸行に完全密着。
- 奇跡のピアニスト辻井伸行～至高の旋律 新時代の調べ～（2020年1月1日）[70]
  - 今や世界的ピアニストの一人となった辻井の集大成ともいえるコンサートが2019年、各地で開催され話題となった。番組ではサントリーホールでのコンサートに密着、またコンクールの秘話や秘蔵映像を交えながら至高の旋律を届ける。
- 奇跡のピアニスト 辻井伸行　鍵盤が奏でるエール～笑顔で会える日のために～（2021年1月1日）[71]

##### その他
- 全盲の天才少年ピアニスト ショパンコンクールに挑戦！（2005年12月4日初回放送、2009年12月31日再放送、BS朝日）[72]
  - おめでとう！辻井伸行さん バン・クラーバーン国際ピアノコンクール 優勝記念特別番組
  - 全盲の少年ピアニストが、最年少で世界最難関のコンクールに挑戦！その成長をカメラが追い続けて2500日、感動の記録。
- 世界の辻井伸行 奇跡の扉を開いた10年の軌跡（2012年5月19日、BS朝日）[73]
  - 10歳当時から彼の天賦の才能に注目し、成長の過程をカメラで追い続けたディレクターがその集大成として、世界的なピアニストにまで登りつめた彼の半生を秘蔵映像で綴った、渾身の感動ドキュメンタリー。
- 辻井伸行 感動バックヤード（2017年7月6日 - 2018年9月24日、BS朝日）[74] - 案内役
  - “舞台裏の作り人（裏方さん）”に密着。「知られざるプロの世界」「支える力の素晴らしさ」を、ピアニスト・辻井伸行氏のメロディにのせてご紹介。

#### BSフジ特集

##### 辻井伸行 世界音楽紀行シリーズ
- 第一弾 ピアニスト辻井伸行×トルコ行進曲～トルコ・アンタルヤに奇跡の音色が響く～（2014年12月13日）[75]
  - 天才ピアニスト、辻井伸行がトルコ・アンタルヤで「トルコ行進曲」を披露！オスマン帝国ゆかりの地で、名曲誕生の背景にも迫る。
- 第二弾 辻井伸行×チャイコフスキー～白夜音楽祭＆サンクトペテルブルク紀行～（2014年12月24日）[76]
  - ロシアの巨匠ゲルギエフとの共演や、チャイコフスキー本人のピアノでの即興演奏など、豪華かつ貴重、奇跡的な映像満載でお届けする。
- 第三弾 辻井伸行×東南アジア紀行～心を繋ぐメロディー～（2014年12月25日）[77]
  - ベトナムでクラシック音楽を広めようと心血を注ぐ日本人指揮者、本名徹次との再会、そしてベトナム民族楽器合奏によるサプライズには、辻井の目に涙が…。
- 第四弾 辻井伸行×スイス紀行～ラフマニノフが愛した国を尋ねて～（2014年12月26日）[78]
  - ワーグナー、ラフマニノフのピアノで彼らの曲を弾き、偉大な作曲家に向き合う辻井伸行。この地で感じたものを音に変え、辻井はバーゼル交響楽団とラフマニノフを熱演！
- 第五弾 辻井伸行×オーストリア～音楽の都ウィーンの心を震わせた瞬間～（2015年10月24日）[79][80]
  - 音楽の都ウィーンでのデビュー、クラシック界最高峰の舞台「ムジークフェライン」で、佐渡裕との夢の共演！
- 第六弾 辻井伸行×ニューヨーク～解き放たれた天使の翼～（2016年10月9日、2017年1月2日（完全版））[81][66]
  - ニューヨークはセントラルパークでの初の野外フリー・コンサートは感動を呼び、さらにエンタテインメントの本場で他ジャンルとの必見コラボレーションが実現！！
- 第七弾 辻井伸行×パリ～ショパンが舞い降りた夜～（2017年12月17日）[82][83]
  - 第7弾完全版！2017年10月シャンゼリゼ劇場で開催されたパリ公演に密着。演奏したショパンの12のエチュード作品10の全12曲をお届けする。
- 第八弾 辻井伸行×アイスランド～継がれゆく音楽の絆～（2018年10月7日、完全版2019年1月3日、2019年10月13日）[84][85][86]
  - 2018年4月20日、アイスランドで開催されるコンサートに挑む辻井に密着。初訪問のアイスランドで20世紀を代表するピアニスト、指揮者でもあるアシュケナージの人生に触れる旅。
- 第九弾 辻井伸行×ドイツ～31歳　新たな領域へ～（2020年3月22日）[87]
  - 日本人初の快挙となったヴァン・クライバーン国際ピアノ・コンクール優勝から10年。番組開始当初は23歳だったが、今や31歳となった。この10年は、彼にどんな成長をもたらしたのか？これから先の未来、どんな音楽家になりたいと願っているのか？辻井の本心に迫る。

##### その他
- 辻井伸行×加古隆×レ・フレール THE PIANIST ～作曲家たちの心音～（2014年11月15日）[88][89]
  - 2014年9月、東京・サントリーホールで開催された「"THE PIANIST"コンポーザーピアニストフェスティバル★2014」の模様を収録。
  - ＜出演＞辻井伸行、加古隆、レ・フレール（斎藤守也・斎藤圭土）
- 辻井伸行×加古隆×レ・フレール THE PIANIST（※2016年7月コンサート映像版） （2017年3月3日）[90][91]
- 辻井伸行in富士山河口湖ピアノフェスティバル～心の交流が生み出した色々な音楽たち～ （2021年12月30日）[92]

#### 題名のない音楽会（テレビ朝日）
- 佐渡裕イチ押しアーティスト～辻井伸行（2008年5月18日）[93][94]

- 緊急特別出演！辻井伸行 喜びの勝利報告（2009年7月12日）[95]
  - 辻井伸行、ヴァン・クライバー国際ピアノコンクールで優勝。
- 佐渡裕＆辻井伸行のチャイコフスキー（2011年3月20日）[96]
  - 佐渡裕がピアニストの辻井伸行と共演したピアノ協奏曲第1番 第1楽章を演奏（東京フィルハーモニー交響楽団）。
- 2011年の音楽会！先取りキーワード（2011年3月27日）[97]
  - コルトナの朝を演奏。
- 出光創業100周年記念企画（3） 佐渡裕＆辻井伸行の新たなステージ（2011年6月19日）[98]
  - 東京オペラシティ コンサートホールで行なわれた、ピアニストの辻井伸行との共演の様子を放送。
- 震災から半年～今、音楽にできること（2011年9月11日）[99]
  - ピアニスト辻井伸行が被災地に対する想いを伝える。今回演奏するのはタレント・俳優主演の映画「神様のカルテのテーマ曲」
- 世界へありがとう、音楽の祈り（2012年3月18日）[100]
  - 辻井伸行による「ピアノ協奏曲 第1番 第2楽章（ショパン）」の演奏。
- 夏休み特別企画 第1弾 視聴者が選ぶ名曲リクエスト ベスト10（2012年8月12日）[101]
  - 視聴者が選ぶ名曲リクエスト ベスト10、第7位は2011年3月20日放送分から、佐渡裕がピアニストの辻井伸行と共演したチャイコフスキー「ピアノ協奏曲第1番 第1楽章」（東京フィルハーモニー交響楽団）。
- 視聴者が選ぶ「もう一度みたい名場面ベスト10」（2015年8月9日）[102][93]
  - 視聴者が選ぶ名場面ベスト10の2位は2008年5月18日放送の「佐渡裕イチ押しアーティスト～辻井伸行」
- 辻井伸行によるベートーヴェンの音楽会（2016年2月14日）[103]
  - 「3大ピアノ協奏曲」の1曲であるベートーヴェン「ピアノ協奏曲第5番（皇帝）」について、辻井の演奏を交えながら、彼のベートーヴェンへの想いを語る。
- いま音楽業界が注目する4人の音楽家たち（2016年3月27日）[104]
  - 音楽業界の達人たちが注目する4人の演奏家を選出。反田恭平、辻井伸行、成田達輝、吉田誠　他
- 2500回記念(4) 歴史を彩る音楽会（2017年2月26日）[105]
  - クラシック界の未来を担う若きスター奏者による特別アンサンブルにより、ショパンのピアノ協奏曲など。
- 4人のスターピアニストを知る休日（2017年8月20日）[106]　
  - 世界を席巻する4人のスターピアニストを番組の出演映像と共に紹介。ラン・ラン、ユンディ・リ、ファジル・サイ、辻井伸行、假屋崎省吾　ほか
- 辻井伸行の大切な曲を知る休日（2018年1月13日）[2]
  - 2018年に30歳を迎える辻井伸行さん。その節目のタイミングで、辻井さんの人生の転機となった「大切な曲」にスポットを当て語り合う。
- 三浦文彰と辻󠄀井伸行の音楽会（2018年6月9日）[107]
  - 名実共に日本を代表する演奏家、ヴァイオリニスト三浦文彰さんとピアニスト辻󠄀井伸行さんの共演
- 辻󠄀井伸行がベートーヴェンの三大ソナタを弾く音楽会（2020年9月5日）[108][109]
  - 2週連続、ベートーヴェンの「三大ソナタ」と称えられる傑作「月光」「悲愴」「熱情」に辻󠄀井伸行が独自の解釈でオリジナルの曲名を付けて演奏
- 辻󠄀井伸行がベートーヴェンの「月光」完全版を弾く音楽会（2020年9月12日）[108][109]
  - ベートーヴェンの「三大ソナタ」と称えられる傑作の一つ「月光」に独自の解釈でオリジナルの曲名を付け、演奏

#### ミュージックステーション（テレビ朝日）
- 辻井伸行が初出場、「The Dream of the Lambs」（山﨑賢人主演映画「羊と鋼の森」のエンディングテーマ）を生演奏（2018年6月15日）[110][111]。

#### アナザースカイ（日本テレビ）
- 辻井伸行（ドイツ・ベルリン）（2015年1月2日）[112][113]
- 10年目突入SP（歴代MC全員集合SP!さらに番組から重大発表が!?）（2017年10月13日）[114]
  - 辻井伸行のベルリン旅をプレイバック。フィルハーモニー室内楽ホールでピアノを演奏した。

#### 徹子の部屋（テレビ朝日）
- 「障害のり越え感動の演奏…」ゲスト：ピアニスト 辻井伸行、いつ子 親子（2009年1月27日）[115]
  - 番組冒頭から、ショパンの「子守歌」を演奏。母・いつ子さんも出演し独自に積み重ねてきた子育ての日々を話してくれる。
- 「天才ピアニスト辻井伸行が母と登場」ゲスト：辻井伸行、辻井いつ子（2010年4月30日）[116][117]
  - ヴァン・クライバーン国際ピアノコンクール優勝の喜びを黒柳に語る。生まれながらにして“盲目”だった伸行さん。母・いつ子さんが如何に絶望の淵から甦ったのか、如何に愛息の才能を伸ばして行ったか、秘話を語る。
- スペシャル「出張！徹子の部屋」”奇跡のピアニスト 辻井伸行さん お宅訪問”（2010年5月1日）[118][119]
  - 黒柳が辻井の自宅を訪問。辻井は徹子の部屋のテーマを弾きながら黒柳のモノマネをする。また黒柳をイメージして作った曲をプレゼントし、感動した黒柳は涙を見せる[120]。
- 「厳格だった父から届いた愛の言葉に」ゲスト：ピアニスト 辻井伸行（2015年1月16日）[121][122][120]
  - 思春期の頃は父とぶつかることが多かったと語る辻井さん。今日は父からメッセージが届き…。そして黒柳をアッと言わせるピアノ演奏も披露。
- 「天才ピアニストが結婚願望を告白」ゲスト：辻井伸行＆いつ子親子（2016年9月20日）[123]
  - 母子は数年前から互いに子離れ・親離れをするようになり、コンサート活動で一緒にいることは少なくなった。最近伸行さんが想うことは「恋人が欲しい」ということで、好きなタイプを告白。

#### その他
- スタジオパークからこんにちは「スタパdeライブ 17歳のピアニスト　辻井伸行さん」（2005年9月16日、NHK総合）[124]

- サタデースクランブル 「快挙！全盲の天才ピアニスト 辻井氏（20）最高峰コンクール優勝」（2009年6月13日、テレビ朝日）[125]
  - 世界最高峰のバン・クライバーン国際ピアノコンクールで、日本人初の優勝をした辻井伸行。帰国後に行った凱旋ミニライブで恩師と「ラフマニノフ ピアノ協奏曲第二番」を連弾。

- 報道ステーション「ピアニスト 辻井伸行 密着 新たなる旅立ち」（2009年6月29日、テレビ朝日）[126]
  - 「ヴァン・クライバーン 国際ピアノコンクール」で優勝後、新たな活動を開始した辻井を密着取材。ドイツのドルトムントで開かれた、ルール・ピアノ・フェスティバルに参加した様子など。
- クローズアップ現代 No.2761 「心癒やす　“至福”の音色　～ピアニスト・辻井伸行～」（2009年7月2日、NHK総合）[40]
  - ヴァン・クライバーン国際コンクール優勝後、初の海外公演であるドイツ公演に密着。
- ETV特集 第296回「ピアニストの贈り物　～辻井伸行・コンクール20日間の記録～」（2009年11月22日、NHK）[127][128]
  - 6月にアメリカの「ヴァン・クライバーン国際ピアノコンクール」で金賞を受賞した辻井伸行の、コンクールでの20日間を追ったドキュメンタリー。
- 報道発 ドキュメンタリ宣言「のぶカンタービレ！天才・辻井伸行の11年」（2009年11月30日）[129]
  - これまでの11年間を密着取材したVTR。小中高での授業風景やコンクール、オーケストラとの共演映像など。
- 中居正広の金曜日のスマたちへ 「金スマ波瀾万丈 辻井いつ子～母と子が紡いだ奇跡の音～」（2010年5月7日、TBS）[130]
  - 辻井と母のこれまでの歩みを再現VTRで紹介。11歳の頃の練習映像、10歳で出場し優勝した「ピティナピアノコンペティション」、12歳でのソロリサイタルの映像なども。
- シリーズ　音楽のチカラ「ピアニスト辻井伸行～心の目で描く“展覧会の絵”～」（2010年5月28日、NHK総合）[131][132]
  - ワシントンでのコンサートに向け、大曲ムソルグスキー「展覧会の絵」に挑む辻井の練習に密着。ムソルグスキーの名曲を自分らしい音色に仕上げていくまでの葛藤と成長を追う。
- こころの遺伝子 －あなたがいたから－ 第11回「”器の大きなピアニストになれ” 辻井伸行 ～運命の人：川上昌裕さん～」（2010年6月7日、NHK総合）[131][133]
  - 小学校1年生から12年間、ピアノを指導した恩師から与えられた「こころの遺伝子」とは...。
- マヨルカの啓示〜辻井伸行 ショパンへの旅路〜（2010年10月23日、NHK総合）[134]
  - 辻井伸行がショパンゆかりの島・スペインのマヨルカ島を訪れる。またパリ近郊のトワリー城に残されているショパンが実際に使用していたピアノを使って演奏。
- ソロモン流「ピアニスト 辻井伸行」（2010年11月21日、テレビ東京）[135][136]
  - 辻井伸行の半生の紹介。日本ツアー初日、全米コンサートツアーの模様に密着。
- 報道発 ドキュメンタリ宣言「のぶカンタービレ！～奇跡のピアニスト 密着4000日～」（2010年11月27日、テレビ朝日）[137][138]
  - 21歳になった現在までの成長の記録を紹介。
- 風がはこんできたもの～音楽の原風景～ 第3夜「辻井伸行 風を奏でる。」（2011年2月2日、TBS）[139]
  - 天才ピアニスト・辻井伸行の独特の感性に迫る。欧州ツアーに密着。盲目の彼が、脚本家・倉本聰と共に富良野の大自然を歩き、即興で演奏を披露。
- たけしアート☆ビート 第8回  ～辻井伸行～（2011年6月8日、NHKBSプレミアム）[140][141]
  - ビートたけしが、辻井が自作曲をレコーディングするコンサートホールを訪ね、彼の創作の源に迫る。音楽を通じ、互いに意気投合した2人。辻井からはたけしをイメージした曲をたけしからは辻井が演奏している姿を描いた絵がプレゼントされた。
- 世界遺産ヴェネツィア展スペシャル ～辻井伸行の音楽と芸術の旅～（2011年10月10日、TBS）[142]
  - 展覧会「世界遺産ヴェネツィア展～魅惑の芸術 - 千年の都～」の特別番組。公式テーマ曲を手がける辻井伸行が、作曲の創作イメージを膨らませるため、かねてから憧れていたヴェネツィアへ向かう。
- 旋律よ“殿堂”に響け　～ピアニスト辻井伸行　自作曲に挑む～（2011年12月30日、NHK）[143]
  - 「作曲」で自分らしさを表現したいと格闘する辻井の魅力と底知れぬ可能性に迫る。
- サワコの朝（2012年7月21日、TBS）[43][144]司会：阿川佐和子、ゲスト：辻井伸行
  - ショパンの「英雄ポロネーズ」「ベルリンの小径にて」（「ベルリン国立美術館展」のテーマソング）を演奏。トークでは才能あふれるエピソードをたっぷりと披露。今してみたいことは？の問いに「恋がしてみたい！」と即答。
- 小倉・住吉のおスミつき!「辻井伸行×モーツァルト」（2012年8月9日・23日）司会：小倉智昭、住吉美紀[145]
  - 辻井によるモーツァルトのスタジオ生演奏を完全ノーカットで。さらに即興演奏が得意だったモーツァルトにちなみ、サプライズで「おスミつき」をイメージした演奏も披露！辻井らしい音色と優しい心遣いにＭＣの住吉も号泣…。
- アシタスイッチ～MY TIME TO SHINE～（2012年9月30日、TBS）[32]
  - 芸術の秋スペシャル、辻井伸行と平原綾香が力の原点を語る。東京目黒区の「Bar sputnik」で、辻井伸行と平原綾香が対面。辻井は自身の気分転換として「水泳、山登り、スキーが好きで、その中でイメージが思い浮かぶと作曲もする」と語る。

- 1万人の第九 30年の物語～すべての人は主人公になる～（2012年12月24日、TBS）[146]
  - 佐渡裕が選んだゲストとして辻井伸行が参加。

- 旅のチカラ「“水”の音楽に挑む～辻井伸行　フランス～」（2013年8月28日、NHK BSプレミアム）[147]
  - 辻井が数々の水の名曲が作られたフランスへと向かい、セーヌ川を源泉から英仏海峡に流れ込む河口まで辿り、水に関わる人々を訪ねる。
- Oha！4 NEWS LIVE（2014年2月27日、日本テレビ）[148]
  - ピアニスト辻井伸行の特集。ニューヨークで今回辻井は「指揮者を置かない楽団」オルフェウス室内管弦楽団と共演する。

- 辻井伸行 ドキュメンタリー「Touching the Sound」～不可能を可能にする辻井伸行の旅～（2014年9月23日、WOWOW）[149]
  - 監督：ピーター・ローゼン。2013年に行なわれた欧米公演および東北地方での公演を中心に、辻井の創造力の核心に迫ったドキュメンタリー。（ピーター・ローゼンは、ヴァン・クライバーンのドキュメント作品「ヴァン・クライバーン/コンサート・ピアニスト」（ASIN B002IQ94X8）も作成したクラシック映像監督である。[150]）辻井の恩師である東京音大の講師、川上昌裕のインタビューも掲載[151][152][153]。
  - 海外でも放映およびDVD/Blu-ray「Touching the Sound: Improbable Journey of Nobuyuki」（英語・フランス語・ドイツ語版。2014/7/28、ASIN B00KLOFPZK）として発売される。このドキュメント作品は2014年第4四半期の「ドイツ・レコード批評家賞」DVD-ビデオ部門に選ばれた[154]。
- for〜もう1人の主人公〜第89話「指揮者・佐渡裕～天才ピアニスト・辻井伸行を見出した男」（2015年5月3日、テレビ朝日）[155]
- 辻井伸行＆フレンズ　NAGASAKI浦上天主堂コンサート2015（2015年9月7日、NBC長崎放送）[156][157]
  - 被爆70年を迎えた長崎。辻井伸行がゲストとして、初のコラボとなる平原綾香を迎え、平和への祈りと希望を込めコンサートを開催。
- Qさま!! 特別編・葉加瀬太郎の音楽ハカセ（2015年9月28日、テレビ朝日）[158]
  - 葉加瀬が辻井の天才ぶりをプレゼン。また辻井は葉加瀬をイメージした即興曲を披露。
- さんまのまんま ゲスト：辻井伸行（2016年9月3日、関西テレビ・フジテレビ系）[34][159]
  - 辻井がさんまをイメージした曲を即興で作ることに。アップテンポのその曲が気に入ったさんまは、バラード曲もリクエスト！
  - さんまが女子アナとの飲み会を提案し、辻井も乗り気に。
- 成功の遺伝史 「4　日本が世界の誇る有名人30人各界スターが最も尊敬するのは誰?」（2017年3月6日、日本テレビ）[160]
  - 辻井伸行の遺伝史は「ヴァン・クライバーン」。「今はインターネットで簡単にクラシックが聴けるが、それではクラシック音楽の本当の魅力は伝わらない。君はコンサートホールに人を呼べる人間になりなさい」と言われたという。さらに6年前にビートたけしと共演したエピソードも語る。

- 日本ソダテル検定 「絶対知っておきたい!天才ジュニアをソダテルメソッド30の方法」（2017年7月10日、テレビ朝日）[161]
  - 盲目の天才ピアニスト辻井伸行のソダテルメソッド。「危ないからだめ」と言うと世界が狭くなってしまうため、あらゆることを体験させていたという。幼少期の映像では清水寺などを訪れ流しそうめんを体験したりしていた（辻井いつ子、辻井伸行）。

- 中居正広の身になる図書館 「その時 親はこっちを選んだ！天才になる分かれ道SP」（2018年1月22日、テレビ朝日）[162]
  - 母の辻井いつ子が出演、辻井伸行はVTR出演[163]。
- みやざき熱時間 ／ 音楽は世代を超えて～ 第24回宮崎国際音楽祭～
  - （2019年5月25日、NHKワールドプレミアム（海外在住の日本人向け日本語放送））[164]
  - （2019年5月31日、NHK総合テレビ　宮崎ローカル）[165]
    - 「宮崎国際音楽祭」を25分に凝縮して放送。注目は、バイオリニスト・三浦文彰とピアニスト・辻井伸行という若き才能の共演。
- らららクラシック 「祖国に愛をささげて“英雄ポロネーズ”と“フィンランディア”」（2019年8月9日、NHK Eテレ）[166]
- 音で語らう ～三浦文彰×辻井伸行～（2019年8月30日、NHK BSプレミアム）[167]
  - バイオリニストの三浦文彰と、国際的に活躍する人気ピアニストの辻井伸行。宮崎で行われた二人のデュオリサイタルの舞台裏に密着。
- 夢の夜会は眠れない 「演奏家編」（2020年6月12日（再放送10月17日）、NHK BSプレミアム）[168]
- らららクラシック 「三浦文彰×辻井伸行 “デュオ”の秘密」（2020年11月20日、NHK Eテレ）[169]

### テレビCM
- 富士フイルム「フジカラー フォトブック スクエア」（2009年）- 出演及び音源提供
- ブルボン「アルフォートミニチョコレート」（2011年）- 音源提供
- サントリー「ボス シルキー」（2012年5月15日〜）- 出演
- セキスイハイム「あったかハイム」（2014年11月22日〜）- 出演
- JT「ひといきつきながら 出会い篇 山本彩×辻井伸行」（2017年10月6日） - 出演
- 大和証券グループ 「たどり着けない場所など、ない。」（2018年12月29日） - 出演[170][171][172]
- JRA日本中央競馬会ブランドCM「あしたのために、競馬はある。」社会活動篇（2021年1月7日〜） - CM曲「あしたのために」提供[173]

### Youtube
- 遠藤真理の《オケトーク!》#13 辻井伸行（2020年8月30日）

## 書籍

### 書籍
- 辻井いつ子「今日の風、なに色？ 全盲で生まれたわが子が「天才少年ピアニスト」と呼ばれるまで」（2000/9/30、ISBN 978-4776201090）
- 辻井いつ子「のぶカンタービレ！ 全盲で生まれた息子・伸行がプロのピアニストになるまで」(2008/11/26、ISBN 978-4776205081)
- 神原一光「ピアニスト辻井伸行 奇跡の音色～恩師・川上昌裕との12年間の物語～」(2011/2/28 ISBN 978-4776206477 /文庫 2013/4/10 ISBN 978-4167838508)[174]
- こうやまのりお「ピアノはともだち 奇跡のピアニスト辻井伸行の秘密」(2011/4/25、ISBN 978-4062169011 /文庫 2016/7/7 ISBN 978-4062855679)
- 辻井いつ子、辻井 伸行 「今日の風、なに色? CDブック (本格アーティストCDブックシリーズ)」（2016/6/24、ISBN 978-4776209126）ショパン等、巨匠の名曲を辻井伸行が演奏。辻井伸行の人生の節目での大切な曲をセレクトし、それぞれの曲の感動のエピソードを、母・いつ子がエッセイ風に語る。

### 雑誌

#### 特集
- 月刊ショパン 2009年7月号増刊「辻井伸行 金メダルへの軌跡 第13回ヴァン・クライバーン国際ピアノコンクール」(2009/7/3、ASIN B002EJ6WX4)
  - 歴史的快挙、感動の瞬間のすべてがここに！ヴァン・クライバーンコンクールが震えた！
  - 音楽ファンのみならず、日本中を感動に包んだ辻井さんの快挙に密着。現地での辻井さんの様子やインタビュー、テキサスで支えた人々、ヴァン・クライバーンコンクールについてなど、さまざまなエピソードや感動の名場面。横山幸雄による「炎の直前レッスン」＆コメント、ほか。

#### 掲載
- 月刊ショパン 
  - 2009年8月号(2009年7月18日、ASIN B002FX74V8) [175]
    - 特集 ヴァン・クライバーン国際ピアノコンクールのすべて  ～もっと知りたい！金メダル 辻井伸行～
    - ステージのすべてを振りかえる ～ファイナルへの道のり、ほか

  - 2009年9月号（2009/08/18、ASIN B002J9S0WK）[176]
    - ヴァン・クライバーン金メダルから2ヵ月……　師弟対談 横山幸雄×辻井伸行 カラー4ページ！

  - 2012年3月号(2012年2月18日、ASIN B00746R6E6) [177]
    - 特集 辻井伸行 新たな挑戦
    - 辻井伸行さんの素顔に迫る15のQ&A、[現地レポート]辻井伸行カーネギーホール・デビュー!、ほか

  - 2020年11月号（2020年10月17日、ASIN B08HGRZNTG)[178]
    - 表紙：辻井伸行
    - Pianist Special Interview No.291 辻井伸行 TSUJII Nobuyuki to Smile

#### 連載
- 雑誌「家庭画報」 「辻井伸行 音の旅人」コーナー
  - （2017年3月号（2017/2/1発売）[179][180]～2020年5月号 (2020/4月1日発売)まで[181]連載）

### その他
- 2013年度から使用される高校の英語の教科書に、辻井伸行の半生を描いた英文が掲載（「FNNスーパーニュース」 2012/3/27より）[182]。
  - 「CROWN English Communication I」（平成25年度版）三省堂 
    - 「Lesson 4 "Playing by Ear" 心で奏でる音色－ピアニスト辻井伸行」[183]

  - 「CROWN English Communication I」（平成29年度改訂新版）三省堂
    - 「Lesson 4 心で奏でる音色－ピアニスト辻井伸行」[184][185]
      - "Seeing with the Eyes of the Heart"
      - "Optional Reading　My Father"

## Web記事
- 全盲ピアニスト辻井伸行さん、米のコンクールで優勝（asahi.com、2009年6月8日）[186]
  - 辻井さんを小学校1年から高校卒業まで12年間指導した東京音大講師の川上昌裕さんの話
  - 上野学園大で辻井さんを指導する横山幸雄教授の話
- ヴァン・クライバーン国際ピアノコンクール　辻井伸行、優勝！！日本人として史上初の快挙！！（エイベックス・マーケティング株式会社、2009年6月9日）[7]
  - 第13回コンクール・スケジュール、予選～決勝の参加人数、辻井の本選演奏曲目等
- （ぴいぷる）辻井伸行「音、本質“見て”感動奏でる」（ZAKZAK、2009年6月17日）[187]
  - 指揮者、佐渡裕との出会いなど。
- （明日を担うピアニスト達）師弟で成し得た一つの金字塔－飽くなきピアノへの探究心と愛情が想像するものは（ヤマハ・ピアニスト・ラウンジ、2009年8月9日）
  - ゲスト：辻井伸行、横山幸雄[188]
  - 辻井伸行の素顔にせまる5つの質問[189]
- 【父の教え】ピアニスト・辻井伸行さん　人との触れ合い、つながり（MSN産経ニュース、2011年9月7日）[190]
  - 父と東京の神田川沿いを散歩したときの思い出から自作曲「川のささやき」を作曲したエピソードなど。